# Tour de France 2021/9. Etappe
Die 9. Etappe der Tour de France 2021 führte am 4. Juli 2021 über 144,9 Kilometer von Cluses nach Tignes. Sie war die erste Etappe der Tour de France 2021, die mit einer Bergankunft endete.
Etappensieger wurde Ben O’Connor	(AG2R Citroën Team) mit 5:07 Minuten Vorsprung auf Mattia Cattaneo (Deceuninck-Quick-Step) und 5:34 Minuten auf Sonny Colbrelli (Bahrain Victorious). Tadej Pogačar wurde Tagessechster mit 6:02 Minuten Rückstand und verteidigte damit sein Gelbes Trikot.

## Verlauf
Nach zunächst erfolglosen Ausreißversuchen setzte sich eine 42-köpfige Gruppe vom Feld ab. Aus dieser Gruppe heraus gewann Sonny Colbrelli (Bahrain Victorious) nach 33 Kilometern den Zwischensprint. Am Col de Saisies (1. Kat., km 49,5) attackierte der Führende in der Bergwertung Wout Poels (Bahrain Victorious) und sicherte sich die Wertungsabnahme vor Nairo Quintana (Arkéa-Samsic). In der Abfahrt schlossen O’Connor, Michael Woods (Israel Start-Up Nation, Lucas Hamilton (BikeExchange) und Sergio Higuita (EF Education-Nippo) auf. Die Bergwertung am Col de Pré (HC, km 81) gewann Quintana, der dann mit O’Connor und Higuita eine Spitzengruppe bildete, die auch den Cormet de Roselend (2. Kat., km 93,5) gemeinsam überquerte. O’Connor hatte zwar in der folgenden Abfahrt Schwierigkeiten seinen Begleitern zu folgen, konnte sie aber im Schlussanstieg wieder einholen, sich wenig später von den beiden absetzen und fuhr als Solist zum Etappenziel weiter. Higuita und Quintana fielen im Schlussanstieg zwar noch aus den ersten Zehn; Quintana eroberte aber das Gepunktete Trikot. Aus der Favoritengruppe attackierte Pogačar vier Kilometer vor dem Ziel.

## Ergebnis
| \| Etappenergebnis \| Etappenergebnis \| Etappenergebnis \| Etappenergebnis \| Etappenergebnis \| \| Fahrer \| Fahrer \| Land \| Team \| Zeit \| \| --------------- \| ---------------- \| --------------- \| --------------------- \| --------------- \| \| 1. \| Ben O’Connor \| Australien \| AG2R Citroën Team \| 4 h 26 min 43 s \| \| 2. \| Mattia Cattaneo \| Italien \| Deceuninck-Quick Step \| + 5 min 07 s \| \| 3. \| Sonny Colbrelli \| Italien \| Bahrain Victorious \| + 5 min 34 s \| \| 4. \| Guillaume Martin \| Frankreich \| Cofidis \| + 5 min 36 s \| \| 5. \| Franck Bonnamour \| Frankreich \| B&B Hotels p/b KTM \| + 6 min 02 s \| \| 6. \| Tadej Pogačar \| Slowenien \| UAE Team Emirates \| + 6 min 02 s \| \| 7. \| Richard Carapaz \| Ecuador \| Ineos Grenadiers \| + 6 min 34 s \| \| 8. \| Jonas Vingegaard \| Dänemark \| Jumbo-Visma \| + 6 min 34 s \| \| 9. \| Enric Mas \| Spanien \| Movistar Team \| + 6 min 34 s \| \| 10. \| Rigoberto Urán \| Kolumbien \| EF Education-Nippo \| + 6 min 34 s \| |                  |            |                       |                 |
| |                  |            |                       |                 |
| Quelle: ProCyclingStats |                  |            |                       |                 |
| Etappenergebnis |                  |            |                       |                 |
| Fahrer | Fahrer           | Land       | Team                  | Zeit            |
| 1. | Ben O’Connor     | Australien | AG2R Citroën Team     | 4 h 26 min 43 s |
| 2. | Mattia Cattaneo  | Italien    | Deceuninck-Quick Step | + 5 min 07 s    |
| 3. | Sonny Colbrelli  | Italien    | Bahrain Victorious    | + 5 min 34 s    |
| 4. | Guillaume Martin | Frankreich | Cofidis               | + 5 min 36 s    |
| 5. | Franck Bonnamour | Frankreich | B&B Hotels p/b KTM    | + 6 min 02 s    |
| 6. | Tadej Pogačar    | Slowenien  | UAE Team Emirates     | + 6 min 02 s    |
| 7. | Richard Carapaz  | Ecuador    | Ineos Grenadiers      | + 6 min 34 s    |
| 8. | Jonas Vingegaard | Dänemark   | Jumbo-Visma           | + 6 min 34 s    |
| 9. | Enric Mas        | Spanien    | Movistar Team         | + 6 min 34 s    |
| 10. | Rigoberto Urán   | Kolumbien  | EF Education-Nippo    | + 6 min 34 s    |

## Gesamtstände
| \| Gesamtwertung \| Gesamtwertung \| Gesamtwertung \| Gesamtwertung \| Gesamtwertung \| \| Fahrer \| Fahrer \| Land \| Team \| Zeit \| \| ------------- \| ---------------- \| ------------- \| ------------------- \| ---------------- \| \| 1. \| Tadej Pogačar \| Slowenien \| UAE Team Emirates \| 34 h 11 min 10 s \| \| 2. \| Ben O’Connor \| Australien \| AG2R Citroën Team \| + 2 min 01 s \| \| 3. \| Rigoberto Urán \| Kolumbien \| EF Education-Nippo \| + 5 min 18 s \| \| 4. \| Jonas Vingegaard \| Dänemark \| Jumbo-Visma \| + 5 min 32 s \| \| 5. \| Richard Carapaz \| Ecuador \| Ineos Grenadiers \| + 5 min 33 s \| \| 6. \| Enric Mas \| Spanien \| Movistar Team \| + 5 min 47 s \| \| 7. \| Wilco Kelderman \| Niederlande \| Bora-Hansgrohe \| + 5 min 58 s \| \| 8. \| Alexei Luzenko \| Kasachstan \| Astana-Premier Tech \| + 6 min 12 s \| \| 9. \| Guillaume Martin \| Frankreich \| Cofidis \| + 7 min 02 s \| \| 10. \| David Gaudu \| Frankreich \| Groupama-FDJ \| + 7 min 22 s \| |                  |             |                     |                  |
| |                  |             |                     |                  |
| Quelle: ProCyclingStats |                  |             |                     |                  |
| Gesamtwertung |                  |             |                     |                  |
| Fahrer | Fahrer           | Land        | Team                | Zeit             |
| 1. | Tadej Pogačar    | Slowenien   | UAE Team Emirates   | 34 h 11 min 10 s |
| 2. | Ben O’Connor     | Australien  | AG2R Citroën Team   | + 2 min 01 s     |
| 3. | Rigoberto Urán   | Kolumbien   | EF Education-Nippo  | + 5 min 18 s     |
| 4. | Jonas Vingegaard | Dänemark    | Jumbo-Visma         | + 5 min 32 s     |
| 5. | Richard Carapaz  | Ecuador     | Ineos Grenadiers    | + 5 min 33 s     |
| 6. | Enric Mas        | Spanien     | Movistar Team       | + 5 min 47 s     |
| 7. | Wilco Kelderman  | Niederlande | Bora-Hansgrohe      | + 5 min 58 s     |
| 8. | Alexei Luzenko   | Kasachstan  | Astana-Premier Tech | + 6 min 12 s     |
| 9. | Guillaume Martin | Frankreich  | Cofidis             | + 7 min 02 s     |
| 10. | David Gaudu      | Frankreich  | Groupama-FDJ        | + 7 min 22 s     |

| Punktewertung | Punktewertung      | Punktewertung          | Punktewertung         | Punktewertung |
| Fahrer        | Fahrer             | Land                   | Team                  | Punkte        |
| ------------- | ------------------ | ---------------------- | --------------------- | ------------- |
| 1.            | Mark Cavendish     | Vereinigtes Königreich | Deceuninck-Quick Step | 168 P.        |
| 2.            | Michael Matthews   | Australien             | BikeExchange          | 130 P.        |
| 3.            | Sonny Colbrelli    | Italien                | Bahrain Victorious    | 121 P.        |
| 4.            | Jasper Philipsen   | Belgien                | Alpecin-Fenix         | 102 P.        |
| 5.            | Julian Alaphilippe | Frankreich             | Deceuninck-Quick Step | 99 P.         |
| 6.            | Nacer Bouhanni     | Frankreich             | Arkéa-Samsic          | 99 P.         |
| 7.            | Tadej Pogačar      | Slowenien              | UAE Team Emirates     | 89 P.         |
| 8.            | Peter Sagan        | Slowakei               | Bora-Hansgrohe        | 72 P.         |
| 9.            | Matej Mohorič      | Slowenien              | Bahrain Victorious    | 62 P.         |
| 10.           | Kasper Asgreen     | Dänemark               | Deceuninck-Quick Step | 50 P.         |

| Bergwertung | Bergwertung      | Bergwertung | Bergwertung            | Bergwertung |
| Fahrer      | Fahrer           | Land        | Team                   | Punkte      |
| ----------- | ---------------- | ----------- | ---------------------- | ----------- |
| 1.          | Nairo Quintana   | Kolumbien   | Arkéa-Samsic           | 50 P.       |
| 2.          | Michael Woods    | Kanada      | Israel Start-Up Nation | 42 P.       |
| 3.          | Wout Poels       | Niederlande | Bahrain Victorious     | 39 P.       |
| 4.          | Ben O’Connor     | Australien  | AG2R Citroën Team      | 24 P.       |
| 5.          | Sergio Higuita   | Kolumbien   | EF Education-Nippo     | 22 P.       |
| 6.          | Guillaume Martin | Frankreich  | Cofidis                | 14 P.       |
| 7.          | Matej Mohorič    | Slowenien   | Bahrain Victorious     | 11 P.       |
| 8.          | Dylan Teuns      | Belgien     | Bahrain Victorious     | 10 P.       |
| 9.          | Tadej Pogačar    | Slowenien   | UAE Team Emirates      | 10 P.       |
| 10.         | Mattia Cattaneo  | Italien     | Deceuninck-Quick Step  | 9 P.        |

| Nachwuchswertung | Nachwuchswertung       | Nachwuchswertung       | Nachwuchswertung   | Nachwuchswertung  |
| Fahrer           | Fahrer                 | Land                   | Team               | Zeit              |
| ---------------- | ---------------------- | ---------------------- | ------------------ | ----------------- |
| 1.               | Tadej Pogačar          | Slowenien              | UAE Team Emirates  | 34 h 11 min 10 s  |
| 2.               | Jonas Vingegaard       | Dänemark               | Jumbo-Visma        | + 5 min 32 s      |
| 3.               | David Gaudu            | Frankreich             | Groupama-FDJ       | + 7 min 22 s      |
| 4.               | Aurélien Paret-Peintre | Frankreich             | AG2R Citroën Team  | + 11 min 54 s     |
| 5.               | Sergio Higuita         | Kolumbien              | EF Education-Nippo | + 44 min 01 s     |
| 6.               | Valentin Madouas       | Frankreich             | Groupama-FDJ       | + 56 min 50 s     |
| 7.               | Lucas Hamilton         | Australien             | BikeExchange       | + 57 min 23 s     |
| 8.               | Mark Donovan           | Vereinigtes Königreich | Team DSM           | + 1 h 00 min 55 s |
| 9.               | Neilson Powless        | Vereinigte Staaten     | EF Education-Nippo | + 1 h 10 min 43 s |
| 10.              | Brent Van Moer         | Belgien                | Lotto-Soudal       | + 1 h 12 min 03 s |

| Mannschaftswertung | Mannschaftswertung  | Mannschaftswertung           | Mannschaftswertung |
| Team               | Team                | Land                         | Zeit               |
| ------------------ | ------------------- | ---------------------------- | ------------------ |
| 1.                 | Bahrain Victorious  | Bahrain                      | 102 h 51 min 07 s  |
| 2.                 | AG2R Citroën Team   | Frankreich                   | + 18 min 04 s      |
| 3.                 | Ineos Grenadiers    | Vereinigtes Königreich       | + 27 min 33 s      |
| 4.                 | Astana-Premier Tech | Kasachstan                   | + 34 min 01 s      |
| 5.                 | EF Education-Nippo  | Vereinigte Staaten           | + 42 min 38 s      |
| 6.                 | Bora-Hansgrohe      | Deutschland                  | + 57 min 06 s      |
| 7.                 | Jumbo-Visma         | Niederlande                  | + 59 min 11 s      |
| 8.                 | UAE Team Emirates   | Vereinigte Arabische Emirate | + 1 h 06 min 18 s  |
| 9.                 | Movistar Team       | Spanien                      | + 1 h 13 min 13 s  |
| 10.                | Trek-Segafredo      | Vereinigte Staaten           | + 1 h 14 min 59 s  |

## Ausgeschiedene Fahrer
- Primož Roglič (Jumbo-Visma) aufgrund Sturzfolgen nicht gestartet
- Mathieu van der Poel (Alpecin-Fenix) zwecks Vorbereitung auf die Olympischen Spiele nicht gestartet
- Tim Merlier (Alpecin-Fenix) aufgegeben
- Nans Peters (AG2R Citroën Team) aufgegeben
- Jasper De Buyst (Lotto Soudal) aufgegeben
- Arnaud Démare (Groupama-FDJ) Karenzzeit überschritten
- Nic Dlamini (Team Qhubeka NextHash) Karenzzeit überschritten
- Jacopo Guarnieri (Groupama-FDJ) Karenzzeit überschritten
- Anthony Delaplace (Team Arkéa-Samsic) Karenzzeit überschritten
- Stefan de Bod (Astana-Premier Tech) Karenzzeit überschritten
- Bryan Coquard (B&B Hotels p/b KTM) Karenzzeit überschritten[2][3]